# روبرت هنتر موريس
روبرت هنتر موريس (بالإنجليزية: Robert Hunter Morris)‏ هو قاضي ومحامي أمريكي، ولد في 1700 في ترنتون في الولايات المتحدة، وتوفي في 1764 في شروزبري في الولايات المتحدة.